# Puerto de la Cruz
Puerto de la Cruz er en by og kommune i det sydvestlige Spanien på øen Tenerife i provinsen Santa Cruz de Tenerife, De Kanariske Øer. Den har et indbyggertal på 31.377 (2024) indbyggere og arealmæssigt er det det mindste kommune på Tenerife med sine blot 8,7 km².
Byen ligger ved kysten, mens agerland hæver sig mod det bjergrige indre af øen; således ligger den store vulkan Teide ikke langt syd for byen. I de senere år har byen ændret karakter i betydeligt omfang, idet turismen er nået dertil, og det meste af distriktet ligger nu i byen med adskillige nyopførte store hoteller nær stranden.